# Bertil Norman

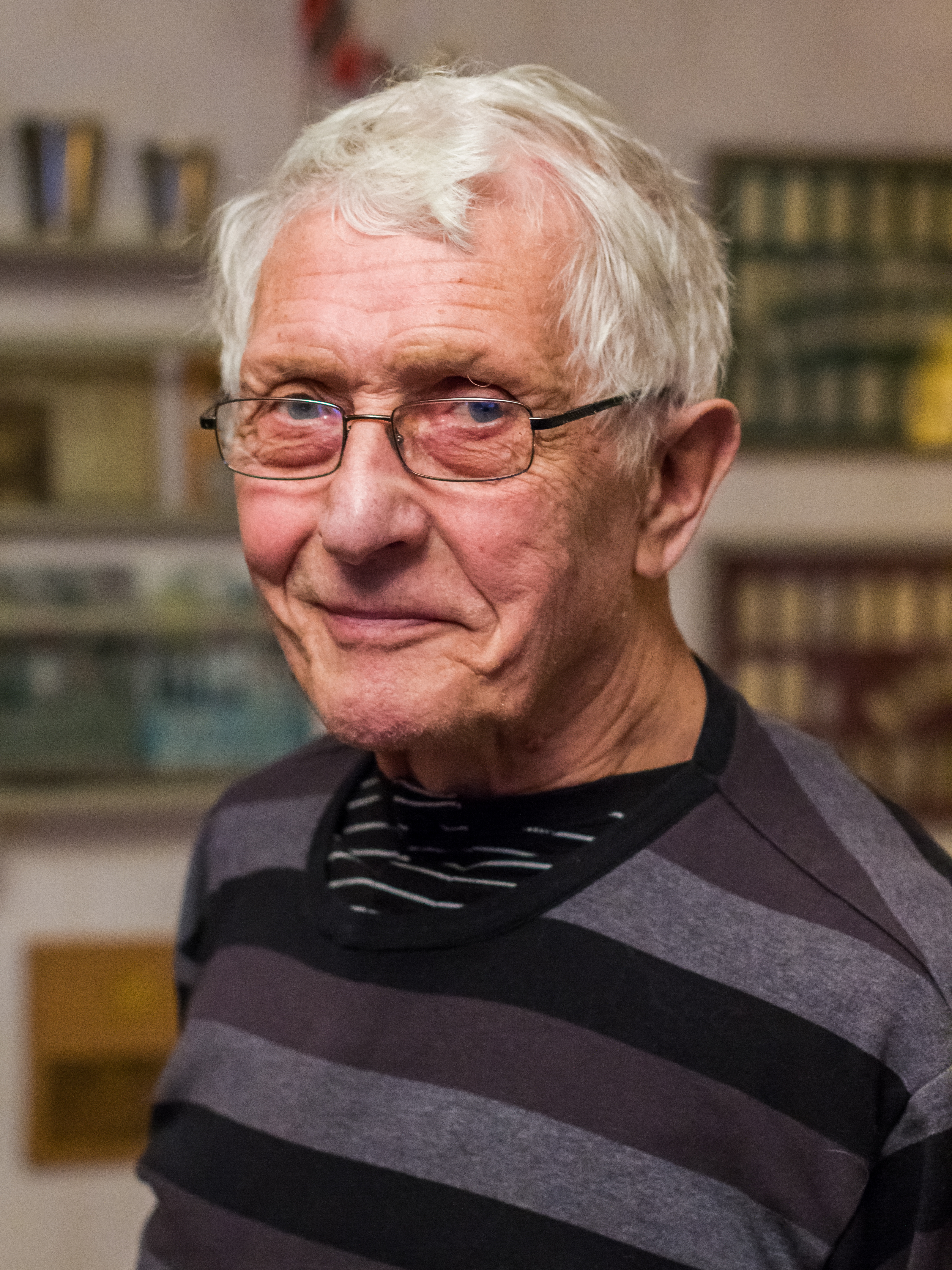
Bertil Norman

Bertil Norman (* 29. Juni 1929; † 24. März 2023) war ein schwedischer Orientierungsläufer. Norman gehörte zur schwedischen Weltmeisterstaffel von 1966.
Bereits 1947 wurde Norman erstmals schwedischer Meister über die Langdistanz. In den folgenden zwei Jahrzehnten gewann er insgesamt acht schwedische Meistertitel. Als in den 1960er-Jahren die ersten Europa- und Weltmeisterschaften im Orientierungslauf ausgetragen wurden, gehörte Norman zum schwedischen Kader. Bei der Europameisterschafts-Premiere 1962 im norwegischen Løten wurde Norman im Einzellauf über 16,5 km hinter dem Norweger Magne Lystad Vizeeuropameister. 1963 gewann er bei den Nordischen Meisterschaften sowohl im Einzel als auch mit der Staffel Silber. Norman nahm in den nächsten zwei Jahren bei den Europameisterschaften und bei den Nordischen Meisterschaften teil und konnte dabei jeweils Bronze mit der Staffel gewinnen. Den größten Erfolg bis dahin feierte die schwedische Staffel bei den ersten Weltmeisterschaften 1966 im finnischen Fiskars. Mit Karl Johansson, Anders Morelius und Göran Öhlund holte er die Goldmedaille. Norman war bei diesem Ereignis bereits 37 Jahre alt und konnte zwei Jahre später mit der schwedischen Meisterschaft im Nachtorientierungslauf seinen letzten großen Titel holen.
In den Jahren 1961, 1962 und 1964 wurde Norman zum Orientierungsläufer des Jahres (Årets orienterare) in Schweden gewählt.

## Erfolge
Weltmeisterschaften
- Staffel-Weltmeister 1966

Europameisterschaften
- Vizeeuropameister 1962 im Einzelwettbewerb

- Bronzemedaille 1964 mit der Staffel

Nordische Meisterschaften
- Silbermedaille 1963 im Einzelwettbewerb
- Silbermedaille 1963 mit der Staffel

- Bronzemedaille 1965 mit der Staffel

Schwedische Meisterschaften
- Schwedischer Meister über die Langdistanz 1947 und 1961
- Schwedischer Meister mit der Staffel 1952, 1959 und 1963
- Schwedischer Meister im Nachtlaufen 1961, 1962 und 1968